# Les Diaboliques
Les Diaboliques ("Le diaboliche") è il titolo di una raccolta di sei racconti dello scrittore francese Jules Amédée Barbey d'Aurevilly, pubblicata nel novembre del 1874, dopo che l'autore si era ritirato nel Cotentin per completarla.
Dei sei racconti, tre erano stati pubblicati in precedenza: Le Dessous de cartes d'une partie de whist (1850), Le Plus Bel Amour de Don Juan (1861) e Le Bonheur dans le crime (1871) su riviste. Tema centrale dei racconti è il comportamento di alcune donne, sempre misteriose e inaccessibili, davanti all'amore, all'adulterio, all'omicidio, alla vendetta e al risentimento. Il crimine vi appare dettato da passione o da noia. 
Le intenzioni dell'autore erano di ampliare la raccolta con altri racconti, tra i quali erano previsti Entre adultères, Les Vieux Hommes d'État de l'amour, Madame Henri III e L'Avorteur. Nella prefazione, oltre a definirle tutte delle storie vere, dice infatti che sono solo i primi sei di una possibile dozzina. Pubblicherà i restanti sei se il pubblico lo gradirà. 
La prima stampa di 2 200 copie si esaurisce in quattro giorni. Lo scandalo che ne segue spinge il Procuratore di Parigi a sequestrare le 480 copie ancora in stampa con l'accusa di attentato alla morale pubblica. Il processo non si fa solo grazie all'intervento di Léon Gambetta. Una nuova edizione appare poi nel 1882.
Oggi è considerata l'opera forse più riuscita, e certamente la più nota dell'autore. 

## I racconti
- Le Rideau cramoisi è la storia di un anziano visconte, de Brassard, e del suo corteggiamento di una ragazza, Alberte, figlia dei proprietari della stanza in affitto dove vive, la quale si decide, dopo ammiccamenti e ripensamenti silenziosi alla sua prima esperienza sessuale. Da questo racconto è stato tratto il film La tenda scarlatta (1952) di Alexandre Astruc.
- Le Plus Bel Amour de Don Juan... racconta di un playboy invecchiato, Ravila de Ravilès, circondato da 12 delle sue amanti del passato, alle quali racconta la storia del suo più grande amore.
- Le Bonheur dans le crime racconta di un conte, Serlon de Savigny, che si innamora di un'abile schermitrice, Hauteclaire Stassin, e l'assume come cameriera di sua moglie.
- Le Dessous de cartes d'une partie de whist, dove l'adulterio di una donna, la contessa de Stasseville, e di un esperto giocatore di whist, uno scozzese di nome Marmor de Kerkoël, si risolve con un crimine.
- À un dîner d'athées, dove un ufficiale dell'esercito francese riferisce una storia d'amore e di lussuria con la moglie di uno dei suoi colleghi, tale la Pudica, che in realtà ha molti amanti nell'esercito.
- La Vengeance d'une femme, tradotta anche come La duchessa d'Arcos, è la storia di una ricca nobile, la duchessa di Sierra Leone, che disprezza il marito ignobile al punto di trasformarsi in una prostituta a buon mercato.

## Edizioni italiane
Raccolta completa
- Le diaboliche, trad. Silvio Catalano, Facchi, Milano 1920
- Le diaboliche, trad. Anna Franchi, Sonzogno, Milano 1926
- Le diaboliche, trad. E. Minoia, Il Balcone, Milano 1945
- Le diaboliche, trad. Camillo Sbarbaro, Bompiani, Milano 1945; SE, Milano 1987, 2004; Feltrinelli Milano 2013
- Le diaboliche, trad. Elena Giolitti, prefazione di Mario Praz, Feltrinelli, Milano 1962; Newton Compton, Roma 1993
- Le diaboliche, trad. Felice Filippini, Rizzoli, Milano 1962
- Le diaboliche, trad. Anna e Alfredo Cattabiani, introduzione di Alfredo Cattabiani, Rusconi, Milano 1977
- Le diaboliche, trad. Gabriele Fredianelli, Barbès, Firenze 2008

Edizioni parziali
- Il più bell'amore di Don Giovanni, Modernissima, Milano 1919
- La vendetta d'una donna, Facchi, Milano 1923
- La duchessa d'Arcos, Nerbini, Firenze 1928 [La Vengeance d'une femme]
- Le tende cremisi, in Le più belle novelle dell'Ottocento, Casini, Roma 1957, vol. I, pp. 115-152
- Due storie diaboliche, Franco Maria Ricci (collana "La biblioteca blu"), Milano 1977 [Le Rideau cramoisi - La Vengeance d'une femme]
- Il più bell'amore di don Giovanni, a cura di Idolina Landolfi, L'argonauta, Latina 2000 [Le Plus Bel Amour de Don Juan]